# Косарский спиртовой завод
Косарский спиртовой завод — предприятие пищевой промышленности в селе Косари Каменского района Черкасской области Украины.

## История
Винокуренный завод в селении Косари Киевской губернии Российской империи был построен помещиком Ф. Ростишевским и начал работу в 1872 году. Изначально это было небольшое предприятие, производившим 40 ведёр спирта из зерна, картофеля и мелассы.
После начала первой мировой войны, в июле 1914 года по указу Николая II был введён запрет на изготовление и продажу спиртных напитков, и положение предприятия осложнилось.
В 1918—1920 селение оказалось в зоне боевых действий гражданской войны, предприятие пострадало, но в дальнейшем было восстановлено. В ходе индустриализации 1930-х годов в 1937—1938 гг. завод был реконструирован и оснащён новым оборудованием, после чего его производственная мощность увеличилась до 1200 декалитров спирта в сутки.
В ходе Великой Отечественной войны в 1941—1943 гг. село было оккупировано немецкими войсками, но после окончания боевых действий спиртзавод был восстановлен и возобновил работу.
После провозглашения независимости Украины завод перешёл в ведение государственного комитета пищевой промышленности Украины.
В 1993 году на спиртзаводе началось производство водки.
В марте 1995 года Верховная Рада Украины внесла завод в перечень предприятий, приватизация которых запрещена в связи с их общегосударственным значением.
После создания в июне 1996 года государственного концерна спиртовой и ликёро-водочной промышленности «Укрспирт», завод был передан в ведение концерна «Укрспирт».
В январе 2000 года Кабинет министров Украины разрешил заводу производство компонентов для моторного топлива, в июле 2000 года была утверждена государственная программа «Этанол», предусматривавшая расширения использования этилового спирта в качестве энергоносителя, и Косарский спиртзавод (вместе с другими государственными спиртзаводами) был включён в перечень исполнителей этой программы.
Летом 2003 года хозяйственный суд Черкасской области возбудил дело о банкротстве завода, но в дальнейшем положение предприятия стабилизировалось.
В июле 2010 года государственный концерн «Укрспирт» был преобразован в государственное предприятие «Укрспирт», завод остался в ведении ГП «Укрспирт».
После четырёх лет простоя, в октябре 2015 года завод возобновил работу. В это время производственная мощность предприятия составляла 110—120 тыс. декалитров спирта в месяц, численность работников — 170 человек. Однако вскоре завод был остановлен и на протяжении трёх лет не функционировал. В январе 2020 года было объявлено о намерении восстановить работу предприятия в марте 2020 года.
18 марта 2020 года начал работу один производственный участок завода.

## Деятельность
Предприятие производит этиловый спирт высшей степени очистки «Люкс» и «Экстра» (из зерна); пищевой и технический этиловый спирт из мелассы; водку и горькую настойку «Холодноярський край».